# Campeonato Sudamericano de Voleibol Masculino de 2023
La edición XXXV del Campeonato Sudamericano de Voleibol Masculino se realizó en Recife, Brasil, del 26 al 30 de agosto de 2023.
Participaron cinco selecciones nacionales sudamericanas: Argentina, Brasil, Chile, Colombia y Perú.
Este campeonato marcó un hecho histórico, ya que Argentina volvió a obtener el título sudamericano tras 59 años, arrebatándoselo por primera vez a Brasil. El equipo local había ganado todas las ediciones del certamen disputadas hasta 2023, con excepción de la edición de 1964, donde no participó y Argentina se consagró campeón por primera vez.

## Equipos participantes
El torneo contó con la participación de 5 selecciones.
- Argentina
- Brasil (Anfitrión)
- Chile
- Colombia
- Perú

## Modo de disputa
El torneo se disputó con un único grupo en un sistema de todos contra todos. Una victoria por 3-0 o 3-1 otorgó tres puntos para el ganador y ninguno al perdedor, mientras que una victoria por 3-2 repartió dos puntos para el ganador y uno para el perdedor. Al final del campeonato, el seleccionado con más puntos fue el campeón del torneo.

## Resultados
|      |           | Partidos | Partidos | Partidos |      | Sets | Sets | Sets   | Puntos | Puntos | Puntos |
| Pos. | Equipo    | PJ       | PG       | PP       | Pts. | SG   | SP   | Ratio  | PG     | PP     | Ratio  |
| ---- | --------- | -------- | -------- | -------- | ---- | ---- | ---- | ------ | ------ | ------ | ------ |
| 1    | Argentina | 4        | 4        | 0        | 12   | 12   | 1    | 12.000 | 324    | 246    | 1.317  |
| 2    | Brasil    | 4        | 3        | 1        | 9    | 9    | 3    | 3.000  | 297    | 232    | 1.280  |
| 3    | Colombia  | 4        | 2        | 2        | 5    | 9    | 6    | 1.500  | 302    | 323    | 0.935  |
| 4    | Chile     | 4        | 1        | 3        | 4    | 5    | 10   | 0.500  | 316    | 332    | 0.952  |
| 5    | Perú      | 4        | 0        | 4        | 0    | 3    | 12   | 0.250  | 362    | 280    | 1.293  |

| Fecha        | Hora  | Equipo 1  | Res.  | Equipo 2  | Set 1 | Set 2 | Set 3 | Set 4 | Set 5 | Total   | Reporte   |
| ------------ | ----- | --------- | ----- | --------- | ----- | ----- | ----- | ----- | ----- | ------- | --------- |
| 26 de agosto | 18:00 | Argentina | 3 – 0 | Colombia  | 25-16 | 25-15 | 25-22 |       |       | 75–53   | [Reporte] |
| 26 de agosto | 20:30 | Brasil    | 3 – 0 | Perú      | 25-18 | 25-18 | 25-11 |       |       | 75–47   | [Reporte] |
| 27 de agosto | 16:00 | Perú      | 1 – 3 | Colombia  | 25-19 | 19-25 | 17-25 | 22-25 |       | 86–94   | [Reporte] |
| 27 de agosto | 18:30 | Brasil    | 3 – 0 | Chile     | 25-17 | 25-18 | 25-19 | -     |       | 75–54   | [Reporte] |
| 28 de agosto | 18:00 | Argentina | 3 – 0 | Chile     | 25-19 | 25-20 | 25-15 |       |       | 75–54   | [Reporte] |
| 28 de agosto | 20:30 | Brasil    | 3 – 0 | Colombia  | 25-15 | 26-24 | 25-13 |       |       | 76–52   | [Reporte] |
| 29 de agosto | 18:00 | Argentina | 3 – 1 | Perú      | 25-16 | 20-25 | 25-9  | 25-18 |       | 95–68   | [Reporte] |
| 29 de agosto | 20:30 | Colombia  | 3 – 2 | Chile     | 20-25 | 27-25 | 16-25 | 25-23 | 15-12 | 103–110 | [Reporte] |
| 30 de agosto | 18:00 | Chile     | 3 – 1 | Perú      | 25-17 | 23-25 | 25–16 | 25-21 |       | 98–79   | [Reporte] |
| 30 de agosto | 20:30 | Brasil    | 0 – 3 | Argentina | 19-25 | 27-29 | 22-25 | -     |       | 71–79   | [Reporte] |

## Clasificación general
| Pos.              | Equipo    |
| ----------------- | --------- |
| Medalla de oro    | Argentina |
| Medalla de plata  | Brasil    |
| Medalla de bronce | Colombia  |
| 4                 | Chile     |
| 5                 | Perú      |

|  |

## Distinciones individuales
Al culminar la competición la organización del torneo entregó los siguientes premios individuales:
- Jugador más valioso (MVP):  Luciano Vicentín
- Mejor Opuesto:  Alan Souza
- Mejor Central:  Nicolás Zerba
- Mejor Central:  Daniel Aponza
- Mejor Armador:  Luciano De Cecco
- Mejor Puntero:  Ricardo Lucarelli
- Mejor Puntero:  Vicente Parraguirre
- Mejor Líbero:  Thales Hoss